# Catherine Malabou
Catherine Malabou   (Sidi Bel Abbès, 18 de juny de 1959) és una filòsofa d'origen francès, actualment professora del departament de filosofia del Centre for Research in Modern European Philosophy de la Universitat de Kingston (Londres). Malabou es va graduar a l'École Normale Supérieure de Lettres et Sciences Humaines (a Fontenay-Saint-Cloud), amb una agrégation i doctorat supervisats per Jacques Derrida i Jean-Luc Marion a l'École des hautes études en sciences sociales. La seva tesi esdevingué el llibre L'Avenir de Hegel: Plasticité, Temporalité, Dialectique (1996).

## Pensament
El concepte de «plasticitat» es troba en el centre de la filosofia de Catherine Malabou. La pensadora defineix la plasticitat com «l'esquema motor hermenèutic de la nostra nova època», tot oposant-la a l'elasticitat. Mentre que la darrera es defineix per la capacitat de retornar a la seva forma anterior, la plasticitat és producció de forma, tant en un sentit positiu com negatiu, és a dir: «donació» i «recepció» de forma, a la vegada que «destrucció formativa» de forma. Aquesta idea és parcialment derivada de l'obra de George Wilhelm Friedrich Hegel, i de la ciència mèdica, com per exemple de la recerca en cèl·lules mares i el concepte de neuroplasticitat. El 1999, Malabou va publicar Voyager amb Jacques Derrida, i va escriure conjuntament amb ell La Contre-allée. La seva obra Les nouveaux blessés (2007) tracta els intersticis entre neurociència, psicoanàlisi i filosofia, conjuntament des del fenomen del trauma.
En els darrers anys, Malabou ha començat a tocar una quantitat cada cop més gran de temes de recerca i escriptura. Coincidint amb la seva exploració sobre la neurociència, ha augmentat la càrrega política dels seus escrits filosòfics. Aquesta politització és evident a partir del llibre Què hauríem de fer amb el nostre cervell? i prossegueix en Les nouveaux blessés, així com en el seu llibre sobre feminisme Changer de différence, le féminin et la question philosophique (publicat per edicions Galilée el 2009) i en el seu llibre sobre els sense sostre i l'emergència social (La grande exclusion, editat per Bayard).
Malabou prepara un llibre amb Adrian Johnston sobre l'afecte en Descartes, Spinoza i la neurociència, així com un nou llibre sobre el significat polític de la vida a la llum dels descobriments biològics recents, especialment l'epigenètica. Aquesta obra tractarà el concepte de «vida nua» de Giorgio Agamben i la noció de biopoder en Michel Foucault, subratllant la manca de definicions biològiques científiques d'aquests conceptes, i el significat polític d'aquest buit.

### Llibres
- Self and Emotional Life: Merging Philosophy, Psychoanalysis, and Neuroscience (with Adrian Johnston; Nova York: Columbia University Press, forthcoming).
- Sois mon corps, with Judith Butler (Paris: Bayard, 2010).
  - (English translation) You Be My Body For Me, For, Corporeity, Plasticity in Hegel's Phenomenology of Spirit (London: Blackwell, forthcoming).
- La Grande Exclusion, l'urgence sociale, thérapie et symptômes (Paris: Bayard: 2009).
- Changer de différence, le féminin et la question philosophique, (Paris: Galilée 2009).
  - (English translation) Changing Difference, (Cambridge: Polity Press, 2011, trans. Carolyn Shread).
- La Chambre du milieu, de Hegel aux neurosciences, collected, (Paris: Hermann 2009).
- Ontologie de l'accident: Essai sur la plasticité destructrice (Paris: Éditions Léo Scheer, 2009).
  - (English translation) The Ontology of the Accident: An Essay on Destructive Plasticity (Cambridge: Polity Press, forthcoming).
- Les Nouveaux Blessés: de Freud a la neurologie: penser les traumatismes contemporains (Paris: Bayard, 2007).
  - (English translation) The New Wounded: From Neurosis to Brain Damage (Nova York: Fordham University Press, 2012).
- La Plasticité au soir de l'écriture (Paris: Éditions Léo Scheer, 2004).
  - (Traducció castellana) La plasticidad en el atardecer de la escritura. Dialéctica, destrucción, deconstrucción (Castelló: Ellago ediciones, 2008, trad. Javier Bassas Vila i Joana Masó).
  - (English translation) Plasticity at the Dusk of Writing: Dialectic, Destruction, Deconstruction (Nova York: Columbia University Press, 2009, trans. Carolyn Shread).
- Que faire de notre cerveau? (Paris: Bayard, 2004).
  - (English translation) What Should We Do With Our Brain? (Nova York: Fordham University Press, 2009, trans. Sebastian Rand).
- Le Change Heidegger, du fantastique en philosophie (Paris: Éditions Léo Scheer, 2004).
  - (English translation) The Heidegger Change: On the Fantastic in Philosophy (Nova York: SUNY Press, 2012).
- Plasticité (Paris: Éditions Léo Scheer, 1999).
- Voyager avec Jacques Derrida – La Contre-allée, with Jacques Derrida (Paris: La Quinzaine littéraire-Louis Vuitton, 1999).
  - (English translation) Counterpath: Traveling with Jacques Derrida (Stanford: Stanford University Press, 2004, trans. David Wills).
- L'Avenir de Hegel: Plasticité, Temporalité, Dialectique (Paris: Vrin, 1996).
  - (English translation) The Future of Hegel: Plasticity, Temporality, and Dialectic (Nova York: Routledge, 2004, trans. Lisabeth During).

### Articles (selecció)
- "Post-Trauma: Towards a New Definition?" Arxivat 2013-05-22 a Wayback Machine., in Tom Cohen (ed.), Telemorphosis: Theory in the Era of Climate Change, Volume 1 (Ann Arbor: Open Humanities Press, 2012), pp. 226–38.
- "Plasticity and Elasticity in Freud's'Beyond the Pleasure Principle'," Parallax 15:2 (2009): 41–52.
- "A Conversation with Catherine Malabou", Journal for Cultural and Religious Theory 9 (2008): 1–13.
- "The End of Writing? Grammatology and Plasticity," The European Legacy: Toward New Paradigms 12 (2007): 431–441.
- "An Eye at the Edge of Discourse," Communication Theory 17 (2007): 16–25.
- "Another Possibility," Research in Phenomenology 36 (2006): 115–129.
- "The Form of an 'I'," in John D. Caputo & Michael J. Scanlon (eds.), Augustine and Postmodernism: Confessions and Circumfession (Bloomington: Indiana University Press, 2005): 127–137.
- "History and the Process of Mourning in Hegel and Freud," Radical Philosophy 106 (2001): 15–20.
- "Plastic Readings of Hegel," Bulletin of the Hegel Society of Great Britain 41-42 (2000): 132–141.
- "The Future of Hegel: Plasticity, Temporality, Dialectic," Hypatia 15 (2000): 196-220.
- "Who's Afraid of Hegelian Wolves?," in Paul Patton (ed.), Deleuze: A Critical Reader (Oxford: Blackwell, 1996): 114–138.

### Literatura secundària
- Ruth Leys, Review of "What Should we Do with Our Brains," nonsite.org 2 (Spring 2011)
- Justin Clemens, The Age of Plastic; or, Catherine Malabou on the Hegelian Futures Market, Cosmos and History: The Journal of Natural and Social Philosophy, Vol 6, No 1, 2010, 153-162.[3]
- Frédéric Worms, Ce qui est atteint dans le cerveau (Catherine Malabou, Les nouveaux Blessés), Esprit, Paris, February 2009, 204-208.
- Slavoj Žižek, Quando una vittima sopravvive alla propria morte (on Catherine Malabou Les nouveaux Blessés), Il Manifesto, Roma, January 2008, 12.
  - Descartes and the Post-Traumatic Subject, on Catherine Malabou's Les nouveaux Blessés and Other Autistic Monsters, Qui parle, Berkeley, vol. 17, 2, Spring/Summer 2009, 123-147.
- Jean-Paul Martinon, On Futurity, Malabou, Nancy and Derrida, New York : Palgrave and Macmillan, 2007.
- Elie During, Politiques du cerveau, (on Catherine Malabou Que faire de notre cerveau ?), Art Press, 302, June 2004, 12-20.
- Servanne Jolivet, Heidegger d'un change à l'autre : Catherine Malabou, Didier Franck, François Raffoul, Revue philosophique de la France et de l'étranger, Paris : PUF, 4, October/December 2004, 455-468.
- Jean-Philippe Milet, Heidegger en anamorphose , (on Catherine Malabou, Le Change Heidegger. Du fantastique en philosophie), Critique, Paris : Editions de Minuit, 2004, 691, 93-107.
- Karin de Boer, Thinking in the Light of Time. Heidegger's Encounter with Hegel, Catherine Malabou, The Future of Hegel, Hegel Studien, Bochum, 2004, Volume 49/50, 80-94.
- Mark Alizart, Plasticiens, arts plastiques, plasticité, Critique, Paris : Editions de Minuit, 649-650, June-July 2001, 540-550.
- Lisabeth During, Catherine Malabou and the Currency of Hegelianism, Hypatia, Fall 2000, Vol. 15, No. 4, 190-195.
- Önay Sözer, Zukunft aus dem Geist der Plaztizität, Hegel Studien, Bochum, 1997, Volume 70, 28-42.

### Entrevistes
- Philosophy: Pushing the Limits. An interview with Catherine Malabou Arxivat 2013-05-30 a Wayback Machine. listen or download Malabou interviewed by JK Fowler on March 30, 2010.